# D2B
D2B (tiếng Thái: ดีทูบี) là ban nhạc Thái Lan rất nổi tiếng của hãng RS – Promotion được thành lập vào năm 2000. Nhóm này gồm có 3 thành viên nam, Panrawat Apichet Kittikorncharoen, Worrawech Danuwong và Kawee Tanjararak. Khán giả quen gọi họ với 3 nickname Dan, Big và Beam. Đọc tắt lại là D2B.

## Tóm tắt quá trình hoạt động
Nhóm được xem là "thiên thần của hãng RS" trong việc cạnh tranh thị phần âm nhạc Thái trong giai đoạn 2003-2007 với hãng Grammy Thai. Chính nhờ D2B – "con át chủ bài" của RS mà tiếp theo sau đó, công ty tung ra nhiều nhóm khác và rất thành công.
Tuy nhiên D2B đang phát triển trên đỉnh cao của sự nghiệp với rất nhiều giải thưởng trong và ngoài nước thì năm 2003. Thành viên Big (Panrawat Apichet) gặp tai nạn xe hơi khiến anh phải nhập viện trong tình trạng nguy kịch. Big gặp tai nạn trở thành một hiện tượng trong giới hâm mộ, các khán giả tuổi teen bỏ học, tập trung trước bệnh viện để thăm Big và phát động phong trào thắt hạc giấy để cầu nguyện cho Big.
Big chính thức trở nên sống đời sống thực vật do căn bệnh của mình và được đưa sang Mỹ chữa trị.
Từ năm 2003 đến năm đầu năm 2007, nhóm D2B chỉ còn hoạt động chỉ còn 2 thành viên, gọi là Dan và Beam. Dù không có Big, thế nhưng Dan và Beam hoạt động nhóm khá ổn định và tiếp tục được khán giả ủng hộ.
Năm 2008, Big chính thức mất. D2B chính thức tan rã, hiện nay, Dan và Beam là nhóm hát còn hoạt động tuy chỉ còn hai thành viên.

## Các cột mốc đáng nhớ
- 23-12-2000: nhóm chính thức ra mắt.
- 1-2002: Album vol1. D2B Special Friends
- 5-2002: D2B Summer  Vol2
- 20-5-2002: D2B Summer Live in Concert
- 6-2002: Marathon Dance Concert
- 13-6-2002: Good Time Concert
- 2002: D2B lọt vào giải thưởng Top Awards 2002 TV Foot Magazine
- 2002: Concert RS
- 12-10-2002: Album Wai Rai Freshy
- 5-3-2003: ca khúc: Chak Ko Hok Pay Thung Nay (Em lừa dối anh đến bao giờ) lọt vào MTV châu Á.
- 25-3-2003: Quảng bá cho album D2B Type II
- 27-3-2003: Chính thức ra mắt album Vol 3: D2B Type II
- 1-5 -2003: Tham gia bộ phim ma: Omen
- 9-6-2003: Ra mắt album D2B Miracle
- 2003: Lọt vào Awards Channel 7
- 2003: Tham gia Concert ở Chiang Mai.
- 7-2003: Big gặp tai nạn.
- 8-2003: Ra mắt album remix: D2B Mixa.
- 26-2-2004: Ra mắt album hồi tưởng khi không có Big, D2B Neverending.

Từ năm 2004, nhóm chính thức chỉ còn 2 thành viên Dan và Beam.

## Tiểu sử nhóm
- Big - ปาณรวัฐ กิตติกรเจริญ (บิ๊ก)
- Dan - วรเวช ดานุวงศ์ (แดน)
- Beam - กวี ตันจรารักษ์ (บีม)